# Albert Devèze
Pour les articles homonymes, voir Devèze.
Albert Devèze (Ypres, 6 juin 1881 - Bruxelles, 28 novembre 1959) est un avocat, homme politique libéral belge, ministre d'État, vice-premier ministre et ministre à de nombreuses reprises.

## Biographie
Albert Devèze fait ses études secondaires à l'Institut Saint-Louis de Bruxelles et poursuit avec deux ans de philosophie et lettres. Il étudie ensuite trois ans à l'Université libre de Bruxelles (ULB) et en sort docteur en droit en juillet 1902. Il exerce en tant qu'avocat près de la Cour d'appel de Bruxelles. Il est bâtonnier du barreau de Bruxelles le 6 juillet 1937. En premières noces, il épouse Germaine Ozeray avec qui il a un fils et, en secondes, Suzanne Buisset, fille du député-bourgmestre de Charleroi Emile Buisset. Initié à la loge maçonnique « Les Amis philanthropes » de Bruxelles dès le 27 janvier 1903, il accède aux plus hauts grades de l’Ordre.

## Carrière militaire
En août 1914 au déclenchement de la Première Guerre mondiale, il s'engage comme volontaire dans le 5e régiment de Ligne. Il passe quatre ans au front comme officier dans l'artillerie de tranchée puis de campagne. En avril 1919, il est nommé capitaine d'artillerie de réserve. En mai 1940, il fait la campagne des dix-huit jours comme major d'artillerie et sera nommé lieutenant-colonel honoraire en janvier 1946. Pendant toute sa vie, Albert Devèze a apprécié l'armée, le port de l'uniforme et se voyait en quelque sorte comme le défenseur de la Patrie en péril.

## Carrière politique
Il s'engage en politique en 1905 dans les rangs des libéraux. Il est conseiller communal de Schaerbeek de 1907 à 1921. Le 2 juin 1912, il est élu député à la Chambre des Représentants de l'arrondissement de Bruxelles. Il sera constamment réélu jusqu'en 1958. De 1927 à 1933, il est président du parti libéral.
Vu ses affinités avec la vie militaire, Albert Devèze est repris à plusieurs reprises comme ministre de la Défense nationale au sein du gouvernement belge: dans le gouvernement Carton de Wiart (du 20 novembre 1920 au 16 décembre 1921), Theunis I (du 16 décembre 1921 au 6 août 1923), Theunis II (du 29 novembre 1934 au 25 mars 1935) et dans le gouvernement Van Zeeland I (du 25 mars 1935 au 13 juin 1936).
Dans ses mémoires, le roi Léopold III lui reproche de l'avoir obligé à démettre le général Nuyten, no 1 de l'Armée belge, en 1934, et d'avoir orienté l'armée vers une stratégie de défense visant à défendre l'ensemble du territoire belge en cas d'agression allemande; stratégie électoralement rentable en Wallonie mais militairement irréaliste, affaiblissant ainsi le pays au moment où l'Allemagne se réarmait  .
Il faut toutefois nuancer ce propos par l'affaire de Léo Campion et Hem Day. En 1933, Albert Devèze, ministre de la Défense Nationale, dépose un projet de loi interdisant toute propagande pacifiste et toute diffusion d'idées antimilitaristes (ce qui ne constitue sans doute pas une mesure opposée aux défenses belges). Sans attendre, Léo Campion et Hem Day renverront leurs livrets militaires et deviendront les premiers objecteurs de conscience.
Par ailleurs, la stratégie militaire de Devèze était de résister sur la frontière belge à une éventuelle offensive allemande visant notamment les Ardennes, en attendant l'arrivée de l'armée française (il fut ministre au temps où la convention militaire franco-belge était en vigueur) ; il crée pour cela les Chasseurs ardennais, unité d'élite de l'armée belge qui s'illustrera lors de la Campagne des dix-huit jours en mai 1940. Cette optique est remplacée après 1936, sous la pression flamande, voire flamingante (Los van Frankrijk ! (Libre de la France !), et l'influence du pacifisme des socialistes, par la politique dite des mains libres visant à tenir la balance égale entre les grandes puissances, et donc à s'éloigner de la France. C'est pour cette raison qu'Albert Devèze s'est vu contraint de quitter le gouvernement Van Zeeland I en 1936.
Par la suite, il est ministre de l'Intérieur dans le gouvernement Pierlot II (du 18 avril 1939 au 3 septembre 1939) et Pierlot III d'union nationale (du 3 septembre 1939 au 23 août 1940).
À la suite de la capitulation belge le 28 mai 1940, le Roi Léopold III fait appel à lui pour justifier sa décision de déposer les armes et envisage même la constitution d'un gouvernement royal en Belgique occupée. Albert Devèze prendra toutefois progressivement ses distances avec le roi et sera même menacé d'être arrêté par l'occupant.
Après la Deuxième Guerre mondiale, toujours estimé et incontournable, c'est lui qui définit la ligne libérale dans la Question royale: le Roi Léopold III n'a pas failli mais puisqu'il est l'objet de discorde, l'unité nationale et l'avenir de la monarchie exigent de lui l'effacement en faveur de son fils, le prince Baudouin.
De février 1946 à 1958, il est élu député de Bruxelles à la Chambre des représentants. Il est ministre des Affaires économiques dans le gouvernement Van Acker III (du 31 mars au 3 août 1946) et vice-premier ministre et ministre de la défense dans le gouvernement Eyskens I (du 11 août 1949 au 6 juin 1950). Malade, il renonce en mars 1957 à présider le groupe libéral à la Chambre des représentants.
Ayant reçu des funérailles religieuses, il a été inhumé dans la crypte des anciens combattants au cimetière de Schaerbeek.

## Distinctions
Le roi Léopold III le nomme ministre d'État le 8 avril 1930.
Les distinctions suivantes lui ont été décernées :
- Grand cordon de l'ordre de Léopold (Belgique) ;
- Grand-croix de l'ordre de la Couronne (Belgique) ;
- Commandeur de l'ordre de Léopold II (Belgique) ;
- Croix de guerre avec 5 citations (Belgique) ;
- Médaille du volontaire combattant (Belgique) ;
- Croix de l'Yser (Belgique) ;
- Croix du Feu (Belgique)  ;
- Grand-croix de la Légion d'honneur France) ;
- Grand cordon de l'ordre de la Couronne d'Italie en 1923[9] ;
- Grand cordon de l'ordre royal de l'Étoile polaire (Suède)[10];
- Officier de l'ordre royal de Saint-Sava en 1933 (Yougoslavie).

## Hommages
En mai 1961, un buste en marbre à la mémoire d'Albert Devèze, œuvre du sculpteur Marcel Rau, a été érigé dans le square qui porte son nom à Ixelles. Sur celui-ci figure la devise « Libertatem et patriam defendit » (il défend la liberté et la patrie).